# Liste der Bodendenkmäler in Telgte
Die Liste der Bodendenkmäler in Telgte enthält die denkmalgeschützten unterirdischen baulichen Anlagen, Reste oberirdischer baulicher Anlagen, Zeugnisse tierischen und pflanzlichen Lebens und paläontologischen Reste auf dem Gebiet der Stadt Telgte im Kreis Warendorf in Nordrhein-Westfalen (Stand: September 2020). Diese Bodendenkmäler sind in Teil B der Denkmalliste der Stadt Telgte eingetragen; Grundlage für die Aufnahme ist das Denkmalschutzgesetz Nordrhein-Westfalen (DSchG NRW).
| Bild | Bezeichnung      | Lage                                       | Beschreibung | Bauzeit | Eingetragen seit | Denkmal- nummer |
| ---- | ---------------- | ------------------------------------------ | ------------ | ------- | ---------------- | --------------- |
|      | Kirchplatz       | Kardinal-von-Galen-Platz                   |              |         | 09.12.1991       | B/1             |
|      | Stadtbefestigung |                                            |              |         | 06.07.1993       | B/2             |
|      | Stadtbefestigung |                                            |              |         | 10.12.1993       | B/3             |
|      | Stadtbefestigung |                                            |              |         | 10.12.1993       | B/4             |
|      | Stadtbefestigung | Jüdischer Friedhof                         |              |         | 09.12.1991       | B/5             |
|      | Stadtbefestigung | Teil des Grundstücks Dr.-Jos.-Koch-Str. 13 |              |         | 12.08.1992       | B/6             |
|      | Stadtbefestigung | Dr.-Josef-Koch-Str. Teilbereich            |              |         | 10.08.1994       | B/7             |
|      | Stadtbefestigung | Steintor                                   |              |         | 30.08.1994       | B/8             |
|      | Marktplatz       | Markt                                      |              |         | 24.11.1992       | B/9             |
|      | Motte            | Nähe der Einener Straße                    |              |         | 07.10.1993       | B/10            |
|      | Grabhügelfeld    | Waldfriedhof Lauheide                      |              |         | 03.12.1992       | B/11            |
|      | Gut Raestrup     | Raestrup 18                                |              |         | 13.07.1989       | B/12            |
|      | Haus Langen      | Haus Langen 1                              |              |         | 12.08.1992       | B/13            |
|      | Landwehr (Teil)  | Nähe Hof Reismann Vadrup                   |              |         | 14.03.1991       | B/14            |
|      | Landwehr (Teil)  | Nähe Hof Reismann Vadrup                   |              |         | 09.12.1991       | B/15            |
|      | Landwehr (Teil)  | Kiebitzpohl b. Hof Bockelmann              |              |         | 15.06.1994       | B 16            |
|      | Landwehr (Teil)  | Bereich Galgheide                          |              |         | 15.06.1994       | B 17            |
|      | Napoleonshügel   | Emsauen                                    |              |         | 08.03.2004       | B 18            |
|      | Stadtlandwehr    | Nähe Hof Böckenholt                        |              |         | 26.11.2012       | B 19            |